# 流行搖滾
流行搖滾（英語：Pop rock）是流行樂與搖滾樂的混合音樂，特色是使用平易近人的流行風格、明亮歌詞以及吉他為基礎的歌曲。流行搖滾有著許多不同的定義，從「樂觀的搖滾音樂」到「流行樂的一個分支」。學者認為流行樂和搖滾樂常處於相反立場：流行樂的反對者常稱流行樂為華而不實的商業產品，而搖滾樂的擁護者則主張搖滾樂是真實、真心、反商業的音樂。這種說法帶著濃重的主觀性，有失偏頗，其實任何音樂種類都有著真實、真心、自主創作以及合作研究創作的表現形式。也同樣存在著一些華而不實的作品。而且不管是流行樂還是搖滾，任何一種音樂都跳不出藝術商品的圈子。

## 定義
《American Popular Music》 這本書定義流行搖滾為樂觀的搖滾音樂，代表歌手有艾爾頓·強、保羅·麥卡尼、艾佛利兄弟二重唱、洛·史都華、芝加哥樂團和彼得·弗蘭普頓。相反地，音樂評論家 George Starostin 將流行搖滾定義為流行樂的一個分支，使用平易近人的流行風格、明亮歌詞以及吉他為基礎的歌曲。Starostin 主張大部分被稱為「power pop」的音樂都是屬於流行搖滾的分支。他認為流行搖滾中充滿感情的內容是「音樂的次要部份！」

評論家 Philip Auslander 認為，比起英國，美國流行樂和搖滾樂之間的差異更為明顯。他認為美國的流行樂是發源於如派瑞·柯摩等的白人歌手，而搖滾樂則是來自搖滾（Rock and Roll）等受到黑人影響的音樂。Auslander 指出，流行搖滾的概念，與原來彼此對立的流行樂與搖滾樂是不同的。Auslander 和其他學者如 Simon Frith 和 Grossberg，主張流行樂常被認為是不真實、虛假、商業化的一種娛樂型態。而搖滾樂則是真實的、真心的、反商業的音樂，還有一個很顯著的特點：搖滾樂的內容對於社會人文有批判性的獨到見解。并強調由歌手或樂團自己創作，演奏的技巧，和「與聽眾的連結」。
Simon Frith 對於50年代到80年代流行音樂歷史的分析，遭 B. J. Moore-Gilbert 的批評。他認為 Frith 和其他學者太過強調「搖滾樂」的角色，在每個新音樂類型的字尾都加上「搖滾」。因此，當受到民謠影響的音樂開始在60年代發展，Frith稱他為「民謠搖滾」，而70年代的音樂則稱之為「流行搖滾」。Moore-Gilbert 認為這不合理的方式將搖滾樂放在頂點，讓受到其他音樂影響的特色成為搖滾樂核心的附屬品。

## 代表藝人
關於「流行搖滾」的分類是非常主觀的，音樂評論家及新聞工作者對於哪組團體或藝人該被歸類於流行搖滾也有相當不同的看法。《告示牌》雜誌提供一個觀點去歸類出70年代至2000年代的「流行搖滾」藝人。

### 1970年代
《告示牌》雜誌認為這時代的流行/搖滾表演者或團體有傑克森五人組、三狗夜合唱團、艾爾頓·強、黛安娜·羅絲、比吉斯、佛利伍麥克、唐娜·桑瑪、比利·喬爾、奧莉薇亞·紐頓-強等等。
《大英百科全書》稱比吉斯為「開啟了70年代末期迪斯可時代的英裔澳洲流行搖滾團體」。

### 1980年代
根據《告示牌》雜誌的看法，1980年代早期的流行/搖滾表演者或團體有霍爾與奧茲、史提夫·汪達、麥可·傑克遜和菲爾·柯林斯。1980年，隨著迪斯可的沒落，「掙扎的音樂產業找尋能填補這段空白的事物」，並且提升低落的銷售量。在這段期間，「輕鬆」的流行音樂是市場主流。音樂評論家麥可·葛羅斯稱以下這些歌曲是「商業的棉花糖」：奧莉薇亞·紐頓-強的《Magic》；克里斯多夫·克羅斯的《Sailing》；霍爾與奧茲的《You've Lost That Lovin' Feeling》等等。空中補給「如蜜糖般的流行搖滾」暢銷歌如《All Out Of Love》，是這段期間「攻佔排行榜的最佳方程式」。 
1980年代中期之後，《告示牌》列出 雪兒、羅克塞、布萊恩·亞當斯、比利·歐生、U2、麥可·傑克遜、威豹等等，是這十年較重要的流行搖滾藝人。瑪丹娜是在整個1980年代都極為重要的流行搖滾藝人。 

### 1990年代

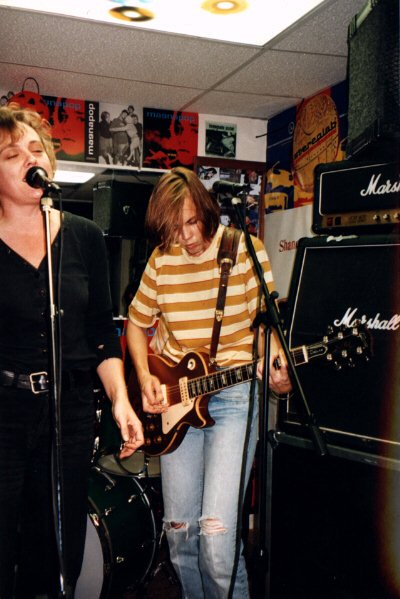

《告示牌》雜誌認為1990年代的流行/搖滾表演者或團體有王牌合唱團。之後則有韓氏兄弟、野薑花合唱團以及一些R&B歌手。 

### 2000年代
《告示牌》雜誌認為這時代的流行/搖滾藝人包括羅比·威廉斯、流行龐克藝人眨眼182、All Time Low、男生愛女生、全美反對陣線、深紅瑪蒂納、洛斯帕飛、SR-71、義和國、The Blackout、就是要可愛、The Academy Is...、天使頻道、艾薇兒·拉維尼、+44、德瑞克·貝爾、軋車手樂團、小飛俠樂團、We The Kings、Jack's Mannequin、強納斯兄弟、打倒男孩、迪斯可癟三、紅粉佳人、帕拉摩爾、凱莉·克萊森、地鐵站樂團、t.A.T.u.、雙面維若妮卡、黛咪·洛瓦特、威瑟樂團和飛葉樂團及魔力紅等等。

## 延伸閱讀
- Birrer, F.A.J. "Definitions and research orientation: do we need a definition for popular music?" in D. Horn (ed). Popular Music Perspectives, 1985. Gothenburg. pg 99-105.
- Chambers ,I. Urban Rhythms, Pop Music and Popular Culture. 1985:OUP.
- Fiske, J.Understanding Popular Culture, - 1989 - Routledge
- Frith, S. The Sociology of Rock - 1978 - Constable
- Frith, S. Sound Effects: Youth, Leisure and the Politics of Rock'n'Roll - 1983 - Constable
- Hamm, C. Yesterdays: Popular Song in America - 1979 - New York
- Harker, D. One For the Money: Politics and Popular Song - 1980 - Hutchinson
- Harron, M. "Pop as Commodity," cited in S Frith - Facing The Music: Essays on Pop, Rock and Culture 1988, Mandarin. pg 173-220
- Hill, D. Designer Boys and Material Girls: Manufacturing the '80's Pop Dream. 1986 - Blandford Press
- Middleton, R. Studying Popular Music. - 1990 - OUP
- Moore, A.F. Rock: The Primary Text, - 1993 - OUP
- Shuker, R. Understanding Popular Music - 1994 - Routledge
- Tokio Hotel

## 外部連結
- Server about alternative rock music
- Analysis of Pop & Rock